# Papežský primát
Papežský primát je označení církevní doktríny o vedoucí úloze římského biskupa (tedy papeže) v křesťanství.
Papežský primát je odvozován od významu křesťanské obce v Římě v rámci raného křesťanství za dob římské říše a od apoštola Petra, „prvního papeže“, kterého Ježíš v Matoušově evangeliu označuje za skálu, na které postaví svou církev. Jedná se o jedno z kontroverzních témat, na něž mají jednotlivé křesťanské církve rozdílné pohledy. Uznávají jej katolické církve (včetně katolických církví východního obřadu – např. řeckokatolická církev) a odmítá jej ortodoxní církev nebo protestanti.

## Katolické pojetí
Římská církevní obec byla na Západě vždy uznávána jako vůdčí, protože byla nejstarší a jediná apoštolská. Významné bylo i to, že sídlila v hlavním městě říše – mohla občas uplatňovat svůj vliv na císařském dvoře, aby chránila pronásledované křesťany.
Římský biskup měl zvláštní postavení: jeho nástupnictví se dalo odvodit přímo od prvního mezi apoštoly, sv. Petra, což bylo zárukou pro čistotu víry. Už od 2. století se římský biskup těšil učitelské autoritě a do Říma se uchylovali i obránci pravé víry a přicházeli se tam ospravedlnit heretici. Rychle získal autoritu i v otázkách práva a disciplíny: Klement I. okolo r. 90 urovnával spor v korintské obci, Viktor I. žádal východní patriarcháty o poslušnost ve sporu o datum slavení Velikonoc a Štěpán I. požadoval mocí své autority o poslušnost biskupa Cypriána z Kartága při sporu o platnost křtu heretiků.
Ve 2. století se zformovaly čtyři patriarcháty: římský, alexandrijský, antiochijský a jeruzalémský, ty měly ve svých oblastech nejvyšší pravomoc. Toto bylo potvrzeno nicejským koncilem (325) a jeho formulace ukazují, že patriarchátní nároky Říma byly starší. Když císař Konstantin přesunul své sídlo z Říma do Konstantinopole (330), vznikl konstantinopolský patriarchát a tomu bylo na konstantinopolském koncilu přiznáno právo být druhým v pořadí hned za Římem, a to právě díky významu, který Konstantinopol měla jakožto sídlo císaře.
Čistota víry římského biskupa se poprvé výrazně projevila za dogmatických sporů ve 4. století. Zastánce nikájského vyznání víry alexandrijský biskup Athanasios hledal ochranu u papeže Julia I. před východními biskupy, kteří zastávali heretický arianismus. Svým listem, v němž se Athanasia zastával, i na následné synodě v Sardice (342/343) ovšem papež narazil na jejich tuhý odpor. Přívrženci obou stran se navzájem exkomunikovali a roztržku se podařilo urovnat až r. 381.
Konstantinopolský patriarchát se snažil budovat si pozici primátu právě tak jako Řím, přičemž se opíral pouze o své politické postavení, které ovšem bylo tím více závislé na byzantském císaři. Primát římského patriarchátu byl naproti tomu stavěn na náboženském základě vyjádřeném v Matoušově evangeliu 16,18: „ty jsi Petr (to je skála), a na té skále zbuduji svou církev“.
Chalkedonský koncil (451) ve 28. kánonu ovšem přisoudil konstantinopolskému patriarchovi tatáž práva, která měl římský biskup, a to nejen práva patriarchátní, ale i ta práva, která měl dosud pouze římský biskup z povahy svého primátu. Papež Lev I. Veliký proti tomu důrazně protestoval.
Kromě církevních sporů byl papežský primát oslabován vměšováním se byzantského císaře do církevních záležitostí. Toto se projevilo zejména roku 548, kdy byl papež Vigilius v tzv. sporu o Tři kapitoly vojáky císaře Justiniána týrán a bylo mu později vyhrožováno odvlečením, pokud se nepodrobí rozhodnutí, kterým se císař vyslovoval k teologickým otázkám, a jímž tak zasahoval do nejvyšší církevní učitelské autority.
V novější době byl papežský primát definován r. 1870 Prvním vatikánským koncilem v dogmatické konstituci Pastor aeternus.

## Pravoslavné pojetí
O primátu římského papeže nebylo v prvním tisíciletí v církvi sporu. Již všeobecné sněmy uznaly primát římského papeže a zároveň zde církevní otcové vysvětlili jeho princip. Spornou otázkou přesto zůstává výklad tohoto primátu. Pravoslavní vidí jakýkoliv primát v církvi jako záležitost čestnou (tedy věc pocty, úcty). Proto tento primát definují slovy „primus inter pares“ - první mezi rovnými. Tento typ primátu nebyl římskému papeži ze strany Východu upírán.
Jakýkoliv model jurisdikčního, mocenského či správního primátu nad celou církví vnímají pravoslavní jako pokus o ustanovení jakési pozemské hlavy církve, v čemž vidí nedostatek víry v Krista, který je jedinou hlavou, kterou církev jako mystické Tělo Kristovo (viz listy sv. Pavla) má. Pravoslavní trvají na tom, že církev nepotřebuje, nemůže a nesmí mít žádnou druhou hlavu, než jedině Krista jako svou skutečnou hlavu, která se v církvi reálně projevuje.
Několik úryvků z Bible:
„On (tj. Kristus) jest hlavou těla - totiž církve“ (1. Koloským 1,18).

„Vy jste tělo Kristovo, a každý z vás je jedním z jeho údů.“ (1. Korint. 12,27)

„Ať vám neupírá podíl na vykoupení nikdo, kdo si libuje v poníženosti a uctívání andělů, jak to v marné pýše své mysli viděl při svém zasvěcování. Takový člověk se nedrží hlavy, Krista, z níž celé tělo, pevně spojené klouby a šlachami, roste Božím růstem.“ (Koloským 2,18-19)
Poté, co římský papež jakožto představitel římského patriarchátu, opustil v roce 1054 společenství čtyřech zbývajících východních patriarchátů, tak na Východě zaujal místo primátu konstantinopolský patriarcha, který byl do té doby druhým v pořadí cti. Dnes je tedy celou pravoslavnou církví vnímán konstantinopolský patriarcha jako první mezi rovnými - čili nikoliv jako „pravoslavný papež“, nebo „hlava světové pravoslavné církve“, ani jako „nejvyšší představitel pravoslavných křesťanů“ - všechny tyto tituly, které jsou v nepravoslavném prostředí občas přiřknuty konstantinopolskému patriarchovi, jsou vlastně používáním římskokatolického modelu církevní správy při pohledu na pravoslavnou církev, což je v zásadě nesprávné a pravoslaví zcela cizí.
Podle pravoslavného pohledu měl římský papež svůj čestný primát v církvi nikoliv kvůli apoštolu Petrovi, který na Východě založil celou řadu dalších místních církví a ustanovil v nich biskupy jako své nástupce, ani kvůli mučednické smrti ap. Petra v Římě (ostatně pravoslavná církev neuznává římskokatolický výklad primátu apoštola Petra nad ostatními apoštoly a nad prvokřesťanskou církví). Východní křesťané spatřovali princip římského primátu (a svatí Otcové na všeobecných sněmech tento pohled zaznamenali i v kánonech, viz II/3, IV/28) v tom, že římský papež byl biskupem hlavního města Římské říše, sídelního města římských císařů – tedy odvozovali primát od světské cti Starého Říma. Proto, když přenesl císař své sídlo do Konstantinopole, byl konstantinopolský biskupský stolec vyzdvižen na druhé místo v pořadí cti jakožto stolec Nového Říma. Římský papež sice tenkrát proti 28. kánonu IV. všeobecného sněmu protestoval, ale na Východě na to nebrali ohled a kánon zde vstoupil do církevního užívání.
Kdyby byl primát některého biskupa výrazem nikoliv světského významu jeho stolce, ale založen na principu církevní posvátnosti toho daného biskupského stolce, pak by musel být tímto primátem obdařen patriarcha jeruzalémský, neboť Jeruzalém je matka církví a první církevní obcí. (O tom náznak v 7. kánonu I. všeobecného sněmu.)
Zde jsou citovány tři kánony všeobecných sněmů týkající se této otázky v plném znění:
3. Pravidlo II. všeobecného sněmu (r. 381, Konstantinopolis)
Cařihradskému biskupovi přísluší čestné pořadí po římském biskupovi, protože Cařihrad je novým Římem.
28. Pravidlo IV. všeobecného sněmu (r. 451, Chalcedon)
V naprostém souhlase s ustanoveními svatých otců a uznávajíce nyní přečtené pravidlo, přijaté stopadesáti v Bohu nejmilejšími z biskupů, kteří se sešli na sněmu v den zbožné paměti Theodosia v sídelním městě Cařihradě, novém Římě, usnášíme se a ustanovujeme totéž o výsadách nejsvětější církve v Cařihradě, novém Římě. Stolici starého Říma přiřkli otcové vhodné výsady, protože Řím byl sídelním městem (tj. sídlem císaře). Z téhož důvodu jako stopadesát v Bohu nejmilejších biskupů (tj. účastníků II. všeobecného sněmu, r. 381) poskytli jsme stejné výsady nejsvětější stolici nového Říma správně rozhodujíce, že město, kterému se dostalo cti býti sídelním městem císaře a synklitu (senátu) a má stejné výsady jako starý sídelní Řím, má býti stejně povýšen i v církevních záležitostech, a má býti na druhém místě po něm. Proto buďtež metropolitové oblasti Pontské, Asijské a Thrácké a také biskupové národů jiných plemen ve jmenovaných oblastech ustanovováni svatou stolicí nejsvětější církve cařihradské a to: každý metropolita uvedených oblastí a oblastní církve cařihradské ustanovovati eparchiální biskupy v souhlase s předpisy božských pravidel. Metropolity uvedených oblastí má ustanoviti, jak bylo řečeno, cařihradský arcibiskup po vykonání souhlasné volby dle zvykového práva, o níž bude uvědomen.
36. Pravidlo VI. všeobecného sněmu (r. 680, Konstantinopol)
Obnovujíce ustanovení stopadesáti svatých otců, shromážděných v tomto Bohem chráněném a sídelním městě (tj. v Konstantinopoli - Cařihradě - II. všeobecný sněm) a šestisettřiceti shromážděných v Chalcedoně (tj. IV. všeobecný sněm), stanovíme, že stolec cařihradský má stejná práva se stolcem dávného Říma a jako tento nechť je veleben v církevních věcech, jsa druhým po něm. Po tomto se řadí stolec velikého města Alexandrie, potom stolec antiochijský a za ním stolec města Jeruzaléma.
(Poznámky v textu kánonů v závorkách jsou naše vsuvky)